# Bose Kaffo
Bose Kaffo, née le 14 décembre 1972 à Surulere, est une joueuse de tennis de table nigériane.

## Carrière
Bose Kaffo participe à cinq éditions des Jeux olympiques, de 1992 à 2008.
Aux Jeux africains de 2007 à Alger, elle est médaillée d'argent en simple dames et médaillée de bronze en double dames avec Olufunke Oshonaike ainsi qu'en double mixte avec Monday Merotohun (en).
Elle est porte-drapeau du Nigeria aux Jeux olympiques d'été de 2008 à Pékin.

## Palmarès

### Jeux africains
- Jeux africains de 1987 à Nairobi
  -  Médaille d'argent en double mixte avec Titus Omotara (de)
  -  Médaille de bronze en double dames avec Kubrat Owolabi (en)

- Jeux africains de 1991 à Le Caire
  -  Médaille d'or en double mixte avec Atanda Musa (en)
  -  Médaille d'argent en double dames avec Iyabo Akanmu
  -  Médaille de bronze en simple dames

- Jeux africains de 1995 à Harare
  -  Médaille d'or en simple dames
  -  Médaille d'or en double dames avec Olufunke Oshonaike
  -  Médaille d'or en double mixte avec Sule Olaleye (pl)

- Jeux africains de 1999 à Johannesbourg
  -  Médaille d'or en double dames avec Olufunke Oshonaike
  -  Médaille d'or en double mixte avec Segun Toriola
  -  Médaille d'argent en simple dames

- Jeux africains de 2003 à Abuja
  -  Médaille d'or en double dames avec Olufunke Oshonaike
  -  Médaille d'argent en double mixte avec Segun Toriola
  -  Médaille de bronze en simple dames

- Jeux africains de 2007 à Alger
  -  Médaille d'argent en simple dames
  -  Médaille de bronze en double dames avec Olufunke Oshonaike
  -  Médaille de bronze en double mixte avec Monday Merotohun (en)

### Championnats d'Afrique
- Championnats d'Afrique 1988 à Lagos
  -  Médaille d'or en double dames avec Kubrat Owolabi (en)
  -  Médaille d'or en double mixte avec Titus Omotara (de)
  -  Médaille d'argent en simple dames

- Championnats d'Afrique 1990 à Casablanca
  -  Médaille d'or en simple dames

- Championnats d'Afrique 1994 au Caire
  -  Médaille d'or en simple dames
  -  Médaille d'or en double mixte avec Sule Olaleye (pl)

- Championnats d'Afrique 1998 à Port-Louis
  -  Médaille d'or en simple dames
  -  Médaille d'or en double dames avec Atisi Owoh (en)